# Jakob Heinrich Hermann Schwartz
Jakob Heinrich Hermann Schwartz (Itzehoe, 3 novembre 1821 – Gottinga, 3 novembre 1890) è stato un ginecologo tedesco.

## Biografia
Padre del filologo classico Eduard Schwartz (1858-1940). Studiò medicina all'Università di Halle con Peter Krukenberg e all'Università di Kiel come allievo di Bernhard von Langenbeck e Gustav Adolf Michaelis. Nel 1847 conseguì il dottorato in medicina a Kiel con la tesi "De neonatorum pemphigo". Dal 1848 al 1851 prestò servizio come medico con l'esercito dello Schleswig-Holstein, poi tornò a Kiel come assistente di Carl Conrad Theodor Litzmann. Nel 1852 ottenne la sua abilitazione per ostetricia e nel 1859 si trasferì a Marburgo come professore e direttore dell'università Frauenklinik. Nel 1862 succedette a Eduard Caspar Jacob von Siebold come direttore della clinica di ostetricia e ginecologia all'Università di Göttingen. Qui rimase fino al suo ritiro nel 1888, sostituendo Max Runge.
Mentre lavorò come privatdozent all'Università di Kiel, condusse importanti ricerche sulla respirazione fetale nell'utero, pubblicando il trattato "Die vorzeitigen Athembewegungen" (1858) come risultato. Nel 1876 eseguì la prima ovariectomia usando i controlli di sicurezza asettici presso la Frauenklinik.

## Opere
- Die vorzeitigen Athembewegungen: Ein Beitrag Zur Lehre Von Den Einwirkungen Des Geburtsactes Auf Die Frucht (1858).
- Beitrag zur Geschichte des Fötus in Fötu (1860).[5]
- Jakob Heinrich Hermann Schwartz, der Frauenarzt 1821-1890, di Dietrich Tetzlaff (1949).[6]

1. ↑  De neonatorum pemphigo by Jakob Heinrich Hermann Schwartz
2. ↑  Dissertations, Volume 31
3. ↑  Contributions to midwifery, and diseases of women and children Archiv.org
4. ↑  Die Reden: Eröffnungsansprachen zu den Kongressen der Gesellschaft 1886–1998 edited by Hans Ludwig
5. ↑  Schwartz, Jakob Heinrich Hermann Pagel: Biographisches Lexikon hervorragender Ärzte des neunzehnten Jahrhunderts. Berlin, Wien 1901, Sp. 1562.
6. ↑  Jakob Heinrich Hermann Schwartz, der Frauenarzt 1821-1890 Google Books

| Controllo di autorità | VIAF (EN) 47200146 · ISNI (EN) 0000 0000 1407 4597 · CERL cnp00371433 · GND (DE) 10437652X |